# Limnophora fuscohalterata
Limnophora fuscohalterata este o specie de muște din genul Limnophora, familia Muscidae, descrisă de Fritz Isidore van Emden în anul 1951.
Este endemică în Uganda. Conform Catalogue of Life specia Limnophora fuscohalterata nu are subspecii cunoscute.